# アフターサービス
アフターサービスまたはアフターフォローは販売した商品の修理・メンテナンスについて、販売者が購買者に提供するサービスである。

## 概要
アフターサービスは和製英語であり、正しい英語は After-sales service。似たような単語であるカスタマーサービス (Customer service)は、より広義の意味を持つ。アフターサービスはより狭義の意味を示すカスタマーサポート (Customer support) とほぼ同義であり、修理サービス(Repair service) や保守サービス(Warranty service) と同義である。
一般的な家電製品はメーカーによる1年間の無料保障がついてくるが、大手家電量販店などでは数年単位で保障期間を延長するサービスを実施しているところもある。修理を依頼した場合、通常は製品の破損部分を交換して依頼者に送り返すが、時によってはコスト面から新品と交換することもある。
従来はアフターサービス事業は企業内のコストセンターとしての役割を担ってきたが、近年はプロフィットセンターとしての役割を担う傾向にある。これは企業がアフターサービス事業を活性化し、「顧客満足度の向上」や「景気に左右されない収益源の確保」、「他社サービスとの差別化による顧客囲い込み」を実現しようと考えたためである。アフターサービスを行うことで、購入前の顧客の意欲を高めるビフォーサービスに相当する活動になるからである。これらの動向の変化にいち早く着目した国内外のシステムインテグレーターは、アフターサービス事業向けのパッケージソフトウェアを製作・販売している。
また近年は規格争いで敗れ去った規格を購入したユーザーに対し、別規格への転換を購入金額との差額のみで受けるなど、修理・メンテナンス以外のサポートも提供されることもある。

### 主なアフタサービス事業向けパッケージソフト
- Syncron Inventory（シンクロン・ジャパン株式会社）
- AsteaAlliance（アステアインターナショナルジャパン株式会社）
- ServAir（横河デジタル株式会社）
- IFS Applications（IFSジャパン株式会社）
- Servigistics（サービジスティクスアジア株式会社）

- CSOne（株式会社シーエスワン）